# Aurel Avramescu
Aurel A. Avramescu (n. 17 iunie 1903, Radna, Arad – d. 29 octombrie 1985, București) a fost un inginer român.

## Biografie
A studiat pentru un an matematica la Cluj Napoca, în 1922 (unde i-a avut ca profesori pe Nicolae Abramescu și Gheorghe Bratu), apoi a devenit student al politehnicii din Dresda obținând titlul de inginer electrotehnician în 1928.
A obținut titlul de doctor în inginerie la Dresda, 1937 sub indrumarea lui Heinrich Barkhausen cu o teorie a difuzării căldurii în conductoare și contacte.
A lucrat la Direcția Generală PTT, la Societatea de Gaz și Electricitate, la Întreprinderea de Rețele Electrice, a fost asistentul profesorului Dimitrie Leonida la Politehnica din București, apoi a lucrat la Institutul de Cercetari Electrotehnice (I:C.E.T. devenit mai târziu I.C.P.E) ca șef al secției de Curenti Tari.

A fost președinte al Comisiei de Automatizări a Academiei Române și un precursor al industriei electronice și al elementelor de automatizare din România.
A efectuat cercetări asupra difuziei informației științifice și a tratat noțiune de energie informațională, introdusă de Octav Onicescu.
A fost membru titular al Academiei Române (din 1963), fiind numit și președinte al Centrului de Documentare Științifică al Academiei. În 1963, Aurel Avramescu a fost decorat cu Ordinul Muncii.
A fost redactor responsabil al revistelor Eletrotehnica și Progresele științei.
A fost membru corespondent al Academiei de Științe din România începând cu 31 mai 1940.

## Opere
- 1937: Necesitatea reorganizării rețelei telegrafice;
- 1960: Introducere în documentarea științifică, co-autor Virgil Cândea;
- 1961: Un nou criteriu integrat cumulativ de optimizare a sistemelor automate;
- 1971: Echipamente periferice ale calculatoarelor electronice;
- 1972: Metode de automatizare a culegerii și tratării informației;
- 2007: Quantifying Scientific Information Diffusion, Editura Academiei Române.